# Código de Derecho Internacional Privado
El Código de Derecho Internacional Privado (también conocido como Código de Bustamante) es un tratado que pretendió establecer una normativa común para América sobre el derecho internacional privado. La idea de dicha normativa común fue promovida por Antonio Sánchez de Bustamante y se concretó durante el 6° Congreso Panamericano celebrado en Cuba en 1928, específicamente en el documento final, el Tratado de La Habana, se adjunta en el anexo el Código de Derecho Internacional Privado.
El código en cuestión no tuvo gran aceptación; los Estados Unidos se retiraron a mitad de las negociaciones, México y Colombia no firmaron dicho tratado, Argentina, Uruguay y Paraguay decidieron regirse por las normas de los Tratados de Montevideo sobre Derecho Internacional Privado, y el resto de los países ratificaron con extensas reservas. Es meramente un conjunto de normas las cuales pretenden regular las relaciones jurídicas de tráfico externo entre los países partes del tratado. Las reservas mencionadas previamente se refieren a varios de los Estados discrecionando el uso de este código en los casos que contradiga la legislación interna del país, por lo cual el propósito en sí del mismo se ve ciertamente desvirtuado.